# 新加坡国防部
新加坡国防部（英語：Ministry of Defence），縮寫為MINDEF，是新加坡政府的一个下辖部门。它主要负责管理新加坡的国防事业，同时制定国防政策，包括军事国防、经济国防、社会防卫和心理防卫。

## 沿革
1970年8月11日，新加坡国防及治安部分离出新加坡国防部和新加坡内政部。

## 法定机构
- 战略信息技术中心

### 国防管理组织
- 心理防卫组织
- 国防财务组织
- 法律服务组织
- 人力资源组织
- 国防部奖学金中心
- 辅导中心

### 国防政策小组
- 国防政策办公室
- 国防媒体中心
- 军事安全局
- 国防部公共事务组织
- 公共交通部

### 国防科技和人力资源管理办公室
- 民间资源局
- 特别项目办公室

### 国防部武装部队人力中心
- 中央人力资源基础组织
- 人力和国家军人分支机构
- 国防部人力资源组织
- 民族事务组织
- 海军服役人员组织
- 就业中心

### 军队组织
- 新加坡陸軍
- 新加坡共和国空军
- 新加坡共和国海军
- 体育锻炼和体育中心
- 新加坡武装部队宪兵司令部
- 新加坡共和國數碼部队

### 新加坡武装部队
- 外国军事联络处
- 总部医疗团
- 联合情报委员会
- 联勤部
- 联合人力资源部
- 联合运营和规划局
- 新加坡共和国空军总部
- 新加坡共和国海军总部
- 新加坡武装部队军训学院总部
- 新加坡陆军总部

### 培训学校
- 基本军事训练中心学校1
- 基本军事训练中心学校2
- 基本军事训练中心学校3
- 基本军事训练中心学校4
- 新加坡军官学校
- 专科学校
- 安全和情报部门

### 法定委员会
- 国防科学与技术局